# 腎源性尿崩症
腎源性尿崩症（ (NDI)）主要是源於腎臟病理的一種尿崩症。這是相對於中央/神經性尿崩症（neurogenic diabetes insipidus），神經性尿崩症是由抗利尿激素（ADH）/精氨酸抗利尿激素（AVP）水平不足所造成。腎源性尿崩症是由腎臟的不當反應所造成，從而導致腎在除去"游離水"（free water）以形成濃縮尿液的能力降低。

## 詞源
本病名字來自：

## 病因

### 後天性
腎原性的DI(NDI)是最常見的在其後天性的形式，這意味著該缺陷不是在出生時就有的。

### 遺傳
這種形式的DI也可以是遺傳形式：

## 外部連結
- Nephrogenic Diabetes Insipidus （页面存档备份，存于）
- Nephrogenic Diabetes Insipidus - Kidney and Urinary Tract Disorders （页面存档备份，存于）
- Nephrogenic Diabetes Insipidus - Genitourinary Disorders （页面存档备份，存于）